# Rudolf Frickau
Rudolf Frickau (* 15. Juni 1903 in Ronneburg; † 2. Januar 2000 in Schwerin) war ein deutscher Schauspieler.

## Leben
Über das Leben von Rudolf Frickau war wenig in Erfahrung zu bringen. Bis ins hohe Alter war er als Schauspieler für den Film und das Fernsehen tätig. Als Chargenschauspieler war er 45 Jahre am Mecklenburgischen Staatstheater Schwerin engagiert.
Rudolf Frickau wohnte in Schwerin, wo er im Jahr 2000 im Alter von 96 Jahren starb.

## Filmografie
- 1979: Das Ding im Schloss
- 1979: Chiffriert an Chef – Ausfall Nr. 5
- 1980: Glück im Hinterhaus
- 1980: Solo für Martina (Fernsehfilm)
- 1980: Don Juan – Karl-Liebknecht-Str. 78
- 1981: Als Unku Edes Freundin war
- 1984: Romeo und Julia auf dem Dorfe
- 1984: Familie Neumann (Fernsehserie, 1 Episode)
- 1984: Polizeiruf 110: Im Sog (Fernsehreihe)
- 1984: Polizeiruf 110: Freunde
- 1986: Der Bärenhäuter
- 1986: Startfieber
- 1988: Der Eisenhans
- 1989: Polizeiruf 110: Mitternachtsfall
- 1989: Otto – Der Außerfriesische
- 1990: Hals über Kopf (Fernsehserie, 1 Episode)